# Dolomit (mineral)
- Vezi și Dolomit (dezambiguizare)

Dolomit este un mineral din grupa carbonaților anhidri, frecvent întâlnit în natură. 

## Descriere
Mineralul cristalizează în sistemul trigonal-romboedric, având formula chimică CaMg(CO3)2, dominând cristalele romboedrice, sau agregatele masive de culoare albă cenușie cu variante de culoare ce pot fi până la brun deschis. 
Are o duritate relativ mică, între 3,5 și 4 cu o densitate de 2,9 g/cm³. 
O proprietate caracteristică a dolomitului care o deosebește de calcare este solubilitatea redusă în acizi, iar reacția cu acidul sulfuric spre deosebire de calcită este o reacție lentă. 
O altă caracteristică a dolomitului este luminiscența în culori diferite, de la portocaliu la alb, verde și brun. 
Roca dolomit, care are același nume, are un conținut în mineral de cel puțin 90%.

## Alte proprietăți
- Caracterul sfărămicios, sau plasticitatea redusă a mineralului, se explică mineralogic prin faptul că la calcită care are o structură cristalină asemănătoare cu o suprafață netedă a cristalelor, dar cu grupări de legături ionice mai mari, spre deosebire de dolomit unde ionii de Mg  blochează formarea unor legături ionice mai mari de Ca.
- Intensitatea și viteza de reacție cu acizii a dolomitului este cu peste 100 de ori mai lentă ca și calcitei, aceasta fiind cauzată de mărimea redusă a grupărilor ionice de Ca.
- Dacă se dizolvă dolomit în acid sulfuric, se va obține în cantități egale gips și sulfat de magneziu (sare amară). Această reacție are loc până la capăt numai în prezența căldurii și dacă dolomitul în prealabil a fost măcinat.

## Etimolgie și istoric
Ca mineral dolomitul a fost descoperit la sfârșitul secolului XVIII de mineralogul elvețian H. B. de Saussure (1740-1799), denumirea o va da după numele geologului francez Deodat de Dolomieu (1750-1801) care a constatat pentru prima oară deosebirea dintre roca dolomit și rocile calcaroase din Dolomiți.

## Varietăți

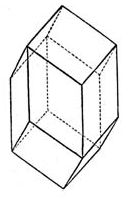
romboedru

Singura varietate de mineral care conține rar ioni străini este „dolomitul-cobalt” și care datorită conținutului în cobalt are o culoare roză.

## Formare și răspândire
Dolomitul ia naștere prin combinarea alternativă a soluțiilor bogate în magneziu cu sedimentele de calcită din calcar coraligen, astfel au luat naștere munții Dolomiți din nordul Italiei. Cele mai frumoase cristale de dolomit provin din Sankt Gotthard, pasul  Brenner,  Alpii din Tirol și Traversella din Piemontul italian. Alte locuri unde s-a găsit mineralul sunt Dietfurt (Oberfranken), Wachenzell (Oberbayern), Salzhemmendorf (Ostfälisches Bergland), Nüxei (Harz/Südharz), Meskalith (Trier/Rheinland-Pfalz), Massenkalk (Bergisches Land, Sauerland); Hösbach-Rottenberg (Unterfranken) din Germania. De asemenea cantități însemnate s-au găsit în rumado/Bahia in Brazilia, Cavnic din România, Banská Štiavnica în Slovacia, Eugui in Spania, sau Jáchymov în Cehia.

## Utilizare
Roca dolomit este folosit la pavare, piatră decorativă, sau la fabricarea cimentului în construcții, în metalurgie la obținerea unor oțeluri dure, în industria sticlei. La accidentul produs cu reactorul nuclear de la Cernobil s-a folosit dolomită la acoperirea reactorului pentru diminuarea radiațiilor după accident.
Mineralul mai este folosit mai rar ca bijuterie din cauza clivajului bun și durității reduse.